# Ronald Fream
Ronald Fream is een golfbaanarchitect. Hij is oprichter van Golfplan. Het kantoor staat in Santa Rosa, Californië. 
Ronald Fream studeerde aan de Washington State University en deed een opleiding voor het aanleggen van siertuinen. Vanaf 1966 is hij bezig met het ontwerpen van golfbanen. Hij werkte vier jaar lang bij het bureau Robert Trent Jones war nog steeds te zien is aan de vormgeving van de bunkers. Daarna werkte hij voor Robert F. Lawrence, waar hij opzichter was; hij werd assistent ontwerper van Robert Muir Graves. 
In 1972 richtte hij Golfplan op. Hij werkte de eerste zeven jaren samen met Michael Wolveridge uit Australië, John Harris uit Londen en Peter Thomson, vijfvoudig winnaar van het Brits Open. Zij werkten vooral in Noord-Amerika en Azië, later ook in Europa en Afrika. Golfplan heeft nu banen ontworpen in ruim zestig landen. Het merendeel is nu in Zuid-Korea (17), in Nederland ontwierp hij de baan van Golf Club Prise d'Eau. Golfplan heeft meerdere ontwerpers en regionale vertegenwoordigers in dienst. 

## Bekende banen
- Pinheiros Altos Golf Course, Portugal
- Golf de Montpellier Massane, Frankrijk (vroeger de baan waar de Tourschool werd gehouden, tegenwoordig deel van een resort )
- The Club at Nine Bridges, Jeju, Zuid-Korea
- Sentosa Golf Club, Singapore
- Port El Kantaoui Golf Club, Tunesië
- Golf Club Montreux, renovatie
- Zion Hills, Bangalore, India
- Dolce Fregata Bandol, Frankrijk